# Feira de Santana
Feira de Santana este un oraș în statul Bahia (BA) din Brazilia.